# Карачай (озеро)
Карача́й — озеро в Челябінській області Росії. З жовтня 1951 використовується для зберігання радіоактивних відходів Виробничого об'єднання «Маяк». 26 листопада 2015 року було оголошено про завершення консервації озера.

## Проблеми озера
Озеро Карачай розташоване в центральній частині вододільного простору озер Улагач, Татиш, Мала Нанога, Кизилташ і річки Мишеляк на території промислового майданчика химкомбіната ВО «Маяк». З жовтня 1951 року озеро стали використовувати як сховище рідких радіоактивних відходів, що дозволило значно зменшити їхнє скидання в річку Теча. В наш час[коли?] в озері скупчилося близько 120 млн кюрі радіоактивних матеріалів в основному радіоактивний цезій і стронцій.
Період часу 1962—1966 рр. був маловодним. Рівень води озера Карачай сильно знизився, за цього оголилося декілька гектарів дна озера. В результаті вітрового підйому донних відкладень з оголених ділянок дна водоймища навесні 1967 р. було винесено радіаційних матеріалів приблизно на 600 Ku на навколишню територію, у тому числі і за межі хімкомбіната. Після цього інциденту були вжиті заходи із запобігання подібним випадкам. Протягом 1967—1971 рр. були проведені роботи по засипанню мілководдя, рекультивації території навколо водоймища. В результаті проведених робіт береги були підняті по всьому периметру водоймища, площа його дзеркала скоротилася до 36 га. У регламент по експлуатації озера Карачай був введений жорсткий контроль рівня води. Через високу радіацію озера найдрібніший радіоактивний пил з його поверхні постійно розноситься вітром на навколишній простір. Надалі було ухвалено рішення про засипку озера повністю, проте приступили до неї лише в 1986 році. До 1996 року відкрита площа озера становила 13 га. Планується повністю його засипати до стану «зеленого лужка». Але і після його засипки проблема озера Карачай не зникне, оскільки відбувається радіоактивне зараження ґрунтових вод в підземному просторі.